# Piper peepuloides
Piper peepuloides är en pepparväxtart som beskrevs av William Roxburgh. Piper peepuloides ingår i släktet Piper och familjen pepparväxter. Inga underarter finns listade i Catalogue of Life.